# Antonio Savoldi-Marco Cò - Trofeo Dimmidisì 2007
L'Antonio Savoldi-Marco Cò - Trofeo Dimmidisì 2007 è stato un torneo di tennis facente parte della categoria ATP Challenger Series nell'ambito dell'ATP Challenger Series 2007. Il torneo si è giocato a Manerbio in Italia dal 20 al 26 agosto 2007 su campi in terra rossa.

## Vincitori

### Singolare
Jiří Vaněk ha battuto in finale  Éric Prodon con il punteggio di 6–0, 6–4

### Doppio
Antal Van Der Duim /  Boy Westerhof hanno battuto in finale  Frederico Gil /  Alberto Martín con il punteggio di 7–6(4), 3–6, [10–8]